# Кыджимит
Кыджими́т — посёлок в Баунтовском эвенкийском районе Бурятии. Входит в сельское поселение «Усть-Джилиндинское эвенкийское».

## География
Расположен в 78 км (по прямой) к юго-западу от центра сельского поселения, посёлка Усть-Джилинда, на правом берегу реки Кыджимит (правый приток Витима), напротив места впадения в неё реки Алтан.

## Население
| 2002 | 2010 |
| ---- | ---- |
| 12   | ↘0   |